# Begonia baumannii
Espèce
Synonymes
- Begonia odoratissima hort.[1]

Begonia baumannii est une espèce de plantes de la famille des Begoniaceae. Ce bégonia est originaire de Bolivie. L'espèce fait partie de la section Eupetalum. Elle a été décrite en 1891 par Ludwig Wittmack (1839-1929), à la suite des travaux de Victor Lemoine (1823-1911). L'épithète spécifique baumannii est un hommage à Émile Napoléon Baumann des établissements horticoles alsaciens Baumann, à qui le récolteur, Dr. Sacc, avait envoyé les premières graines trouvées en Bolivie,.

## Répartition géographique
Cette espèce est originaire du pays suivant : Bolivie.